# Barkla (Mondkrater)
Barkla ist ein Einschlagkrater nahe dem östlichen Rand des Erdmonds. Er liegt östlich des auffallenden Kraters Langrenus und westlich des annähernd gleich großen Kraters Kapteyn. Im Südwesten befindet sich der Krater Lamé.
Die Kraterrand von Barkla bildet bis auf leichte Ausbuchtungen im Nordosten und Südwesten einen nahezu perfekten Kreis. Die Kraterwände weisen nur geringe Erosionsspuren durch spätere Einschläge auf. Im Mittelpunkt des Kraterbodens erhebt sich ein zentraler Gipfel, von dem niedrige Hügelketten nach Süden und Nordosten ausgehen.

## Weblinks

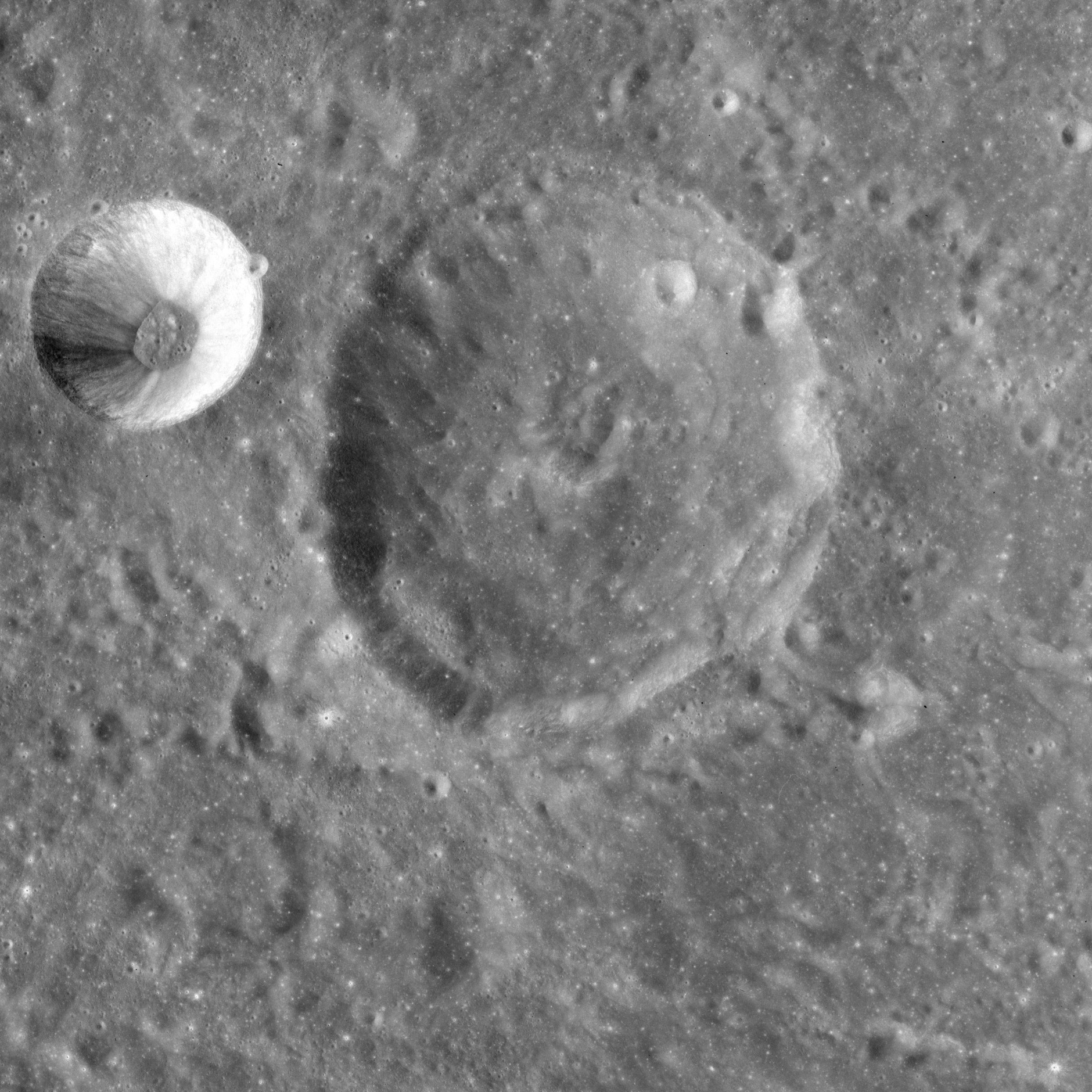
Krater Barkla (oben Mitte) aufgenommen von Apollo 15 (NASA photo)